# Polichta
Polichta – przysiółek wsi Chełmce w Polsce położony w województwie świętokrzyskim, w powiecie kieleckim, w gminie Strawczyn.
W latach 1975–1998 przysiółek administracyjnie należał do województwa kieleckiego.